# Inname van Zacatecas
De Inname van Zacatecas (Spaans: Toma de Zacatecas) was een veldslag gedurende de Mexicaanse Revolutie. De troepen van Pancho Villa wisten de stad Zacatecas in te nemen op het federale leger van de dictator generaal Victoriano Huerta, wat het begin van het einde betekende voor diens régime.
In de maanden voorafgaand aan de inname van Zacatecas hadden de constitutionalistische troepen van Venustiano Carranza, die zich verzetten tegen de dictatuur van Huerta, het grootste deel van het noorden van Mexico al in handen gekregen. Zacatecas werd beschouwd als de toegangspoort van Mexico-Stad; als de constitutionalisten Zacatecas zouden weten in te nemen zou Huerta snel verdreven zijn. Pancho Villa was al op weg naar Zacatecas, doch Carranza beval Villa niet Zacatecas, maar Saltillo in te nemen, omdat Carranza vreesde dat Villa te veel macht naar zich toe zou trekken als hij Zacatecas zou innemen. Carranza droeg daarom de lokale caudillo Pánfilo Natera op de stad in te nemen. Op 11 juni 1914 sloeg Nátera een beleg op rond Zacatecas.
Twee dagen later liet Nátera echter merken de inname van de stad niet alleen af te kunnen, en vroeg Carranza om versterkingen. Villa besloot Carranza's orders te negeren, en trok met zijn Divisie van het Noorden op naar Zacatecas. Villa's secondant Felipe Ángeles liet op strategische plaatsen rond de stad artillerie opstellen. Op 23 juni begon de grootschalige aanval op de stad, die voorheen als onneembaar werd beschouwd. Al snel werd duidelijk dat de federalisten de slag nooit zouden winnen, en de meesten sloegen op de vlucht. Ángeles verklaarde dat het nu 'geen kwestie [is] van ze te verslaan, maar van ze uit te roeien'. Aan het eind van de dag hadden de constitutionalisten de stad veroverd. 6000 federalisten waren gedood, en de overigen waren gevlucht of gevangengenomen. Na de inname vonden plunderingen en verkrachtingen plaats door enkelen van de overwinnende troepen; Villa liet een aantal van de aanstichters ter dood veroordelen.
De inname van Zacatecas was een van de belangrijkste en bloederigste slagen uit de Mexicaanse Revolutie, en een beslissend moment in de moderne geschiedenis van Mexico. Binnen een maand na de inname van de stad was Huerta gedwongen te vluchten, waardoor de constitutionalisten in Mexico-Stad aan de macht kwamen. Het betekende echter ook een scheur in het constitutionalistische leiderschap. Villa en Carranza konden na de inname van Zacatecas niet meer met elkaar overweg. In het najaar raakten de twee openlijk met elkaar in conflict, waarna de Mexicaanse Revolutie een nieuwe fase inging, waarin Carranza's constitutionalisten tegen Villa's convenationalisten streden.
De inname van Zacatecas is vereeuwigd in de Corrido de la toma de Zacatecas, een van de populairste corrido's uit de Mexicaanse Revolutie. De stad Zacatecas heeft na de revolutie de eretitel 'Heldhaftig Zacatecas' gekregen.